# Do U Still?
Do U Still? è una canzone della boy band britannica East 17, estratta come secondo singolo dal secondo album del gruppo Up All Night del 1995.

## Tracce
1. Do U Still? (Single Remix)  4:18
2. Holding On 5:36
3. Holding On (Groovin' Mix)  4:42

## Classifiche
| Chart (2007) | Peak position |
| ------------ | ------------- |
| Svizzera     | 22            |
| Belgio       | 47            |
| Australia    | 54            |
| Lituania     | 6             |
| UK           | 7             |
| Italia       | 15            |